# Sphex
As vespas do gênero Sphex (vulgarmente conhecidas como vespas-cavadoras) são predadores cosmopolitas pertencentes à família Sphecidae que picam e paralisam alguns insetos. Existem mais de 130 espécies conhecidas de vespas-cavadoras. Na preparação para colocarem seus ovos, constróem um "ninho" protegido (algumas espécies cavam ninhos no chão, enquanto outras usam buracos preexistentes) e então colocam aí os insetos que capturam. Geralmente as presas são deixadas vivas, mas paralisadas pelas toxinas da vespa. As vespas põem seus ovos no ninho e quando as larvas saem, elas se alimentam dos insetos paralisados que se encontram dentro dele.
Uma conhecida espécie de vespa-cavadora é a (Sphex ichneumoneus) encontrada na América do Norte. As vespas em desenvolvimento passam o inverno dentro dos ninhos. Quando a nova geração de adultos emerge, ela contém os comportamentos geneticamente programados requeridos para levar a cabo outra temporada de construção de ninhos. Durante o verão, uma fêmea pode construir até doze ninhos, cada um com muitos compartimentos separados para seus ovos. A construção e provisão dos ninhos é feita passo-a-passo.